# Rift del Golfo di Suez

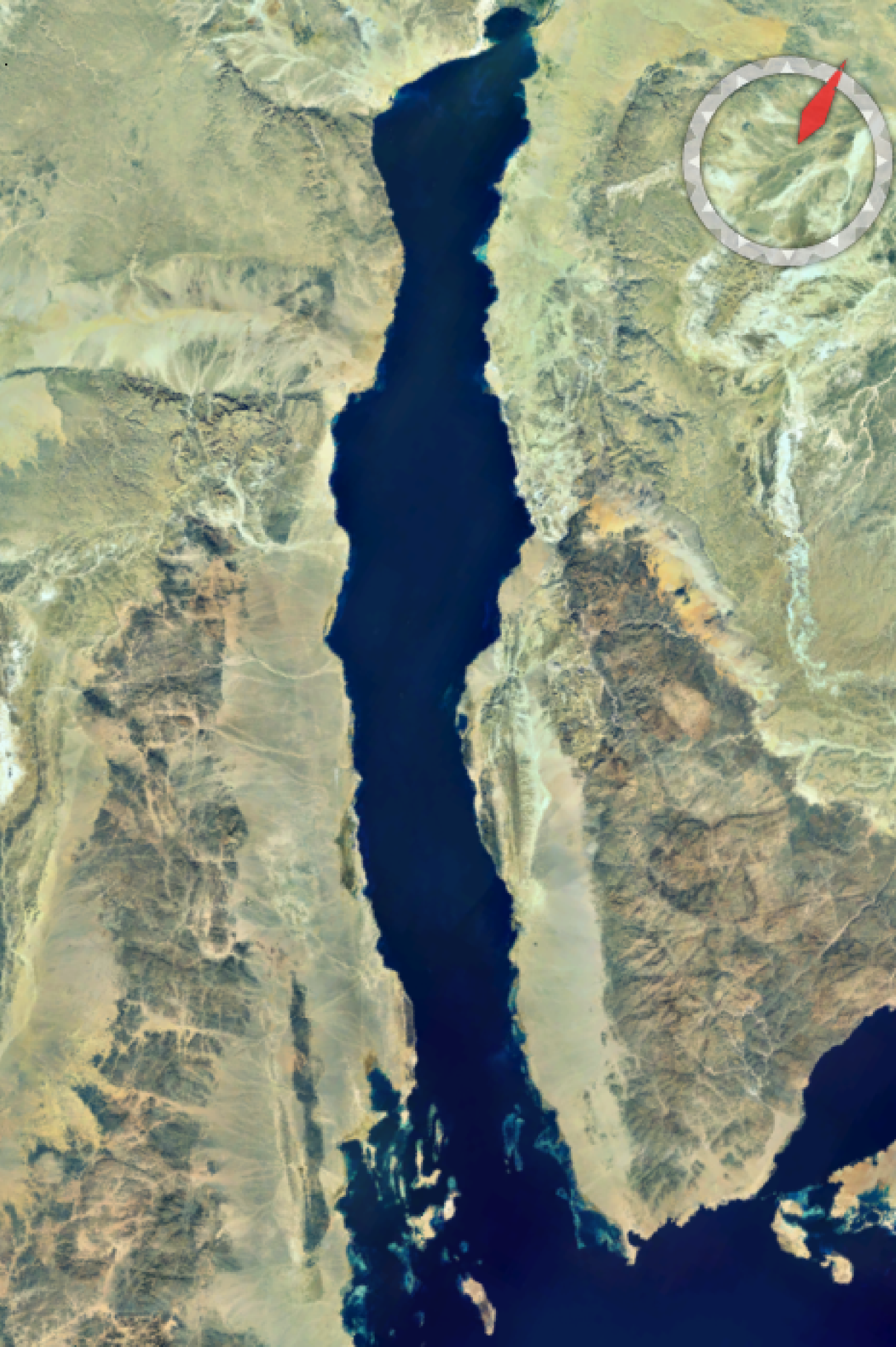
Immagine satellitare del Golfo di Suez. Sono chiaramente visibili gli affioramenti scuri dello scudo arabo-nubiano (risalenti al Precambriano) e le strutture lineari del rift su entrambi i lati del golfo.

Il rift del Golfo di Suez è una zona di rift continentale che fu attiva tra il tardo Oligocene (circa 28 milioni di anni fa) e la fine del Miocene (circa 5 milioni di anni fa).
Rappresentava una continuazione del rift del Mar Rosso fino alla separazione avvenuta a metà del Miocene, quando gran parte dello spostamento sul neo formatosi centro di divergenza del Mar Rosso andò a finire nella faglia trasforme del Mar Morto. Durante la breve storia successiva alla formazione del rift, la parte più profonda della topografia residua del rift è stata riempita dal mare, creando così il Golfo di Suez.
A nord del Golfo di Suez, il rift diventa indistinto e la sua esatta geometria diviene incerta, collegandosi alla fine al rift di Manzala, al di sotto del delta del Nilo.

## Situazione tettonica
La formazione del sistema di rift Mar Rosso-Golfo di Suez fu causata da una rotazione antioraria della placca araba rispetto alla placca africana. Questo modello è in accordo con il rifting quasi ortogonale lungo l'intera lunghezza del sistema di rift. I modelli alternativi che suggeriscono un inizio innescato dallo sviluppo di una faglia trasforme o di un bacino distensivo lungo lungo l'asse del rift, non sono stati supportati da studi dettagliati della geometri del rift.
Verso la fine del Miocene, la placca araba iniziò a collidere con la placca euroasiatica portando a cambiamenti della configurazione della placca, allo sviluppo della faglia trasforme del Mar Morto e alla cessazione dell'attività di rifting nel golfo di Suez.

## Basamento cristallino
Il basamento cristallino consiste di rocce dello scudo arabo-nubiano risalenti al Precambriano.
Gneiss, rocce vulcaniche e metasedimenti sono intrusi da granito, granodiorite e una serie di dicchi di dolerite. Le rocce contengono zone di taglio, come nella cesura di Rehba ad ovest del Sinai, che si ritiene abbiano parzialmente controllato l'orientazione e la localizzazione delle strutture del rift.

## Evoluzione storica

### Situazione precedente al rifting
Tra la fine del Cretacico e l'Eocene, nell'area attualmente occupa dal rift era presente un mare poco profondo dove si depositavano carbonati. Il periodo era tettonicamente stabile, ma nella parte settentrionale della regione del golfo si facevano periodicamente sentire gli effetti della lontana orogenesi alpina. Una serie di bacini con estensioni strutturali in direzione WSW-ENE si invertirono, creando sollevamenti isolati e aree di piegature note come strutture dell'arco siriano. Queste strutture erano attive principalmente durante il tardo Santoniano, ma ci sono evidenze di ulteriori movimenti sulle stesse strutture alla fine del Cretacico e durante il Paleogene.

### Rifting
La formazione del rift iniziò in tutto il sistema di rift del Mar Rosso-Golfo di Suez durante il tardo Oligocene. Nel Golfo di Suez, il rifting raggiunse il culmine durante il Burdigaliano, circa 18 milioni di anni fa, all'inizio del Miocene. 
Verso la metà del Miocene avvenne la fratturazione lungo l'intera lunghezza del rift, accompagnata dall'inizio dell'espansione del fondale oceanico nel tardo Miocene. La fratturazione fu associata a una graduale riduzione della velocità di rifting lungo il Golfo di Suez, con l'arresto della maggior parte dell'attività all'inizio del Pliocene.

### Situazione post-rift
Dalla fine del Miocene, nell'area del rift del Golfo di Suez è iniziato un processo di subsidenza termica accompagnata dall'allagamento delle aree topograficamente più basse della regione.